# Casa mia (Roberto Soffici)
Casa mia è un brano musicale scritto da Luigi Albertelli e Roberto Soffici, che in origine fu pubblicato come singolo dalla Nuova Equipe 84 nel 45 giri Casa mia/Buffa; la canzone venne presentata a Un disco per l'estate 1971.
L'autore la inciderà nel 1972 includendola nel suo primo LP In queste ore chiare.

## Altre incisioni
Nel 2001 Ornella Vanoni l'ha incisa nel suo album di cover di gruppi italiani Un panino una birra e poi....